# 정병철
정병철(1964년 4월 ~ )은 대한민국의 배우이다.

## 학력
- 한남대학교 회계학과 학사

## 출연작

### 영화
- 《아기와 나》 (2008년) - 원무과 직원 역
- 《연애, 그 참을 수 없는 가벼움》 (2006년) - 장우네손님 1 역
- 《한반도》 (2006년) - 대회의실각료 역
- 《잠복근무》 (2005년) - 의사 역
- 《생리해서 좋은 날》 (2005년) - 학생들 역
- 《까불지마》 (2004년) - MC 역
- 《튜브》 (2003년) - 경찰간부 역
- 《비천무》 (2000년) - 의원 역

### 드라마 & 시트콤
- 《연인》 (MBC, 2023년) - 봉시 역
- 《아버님 제가 모실게요》 (MBC, 2017년)
- 《미씽9》 (MBC, 2017년)
- 《임진왜란 1592》 (2016년, KBS1) - 정유길 역
- 《옥중화》 (2016년, MBC) - 성차흠 역
- 《내 마음의 꽃비》 (2016년, KBS2)
- 《마녀의 성》 (2015년, SBS) - 문상국 비서 역
- 《당신만이 내사랑》 (2014년, KBS1)
- 《잘 키운 딸 하나》 (2013년, SBS)
- 《더 이상은 못 참아》 (2013년, JTBC)
- 《당신의 여자》 (2013년, SBS)
- 《마의》 (2012년, MBC)
- 《내 인생의 단비》 (2012년, SBS)
- 《애정만만세》 (2011년~2012년, MBC) - 판사 역
- 《미쓰 아줌마》 (2011년, SBS)
- 《내 마음이 들리니》 (2011년, MBC) - 투자자 역
- 《정글피쉬 2》 (2010년, KBS2)
- 《산부인과》 (2010년, SBS) - 아이를 입양하려는 남자 역
- 《트리플》 (2009년, MBC) - 회사 중역 역
- 《선덕여왕》 (2009년, MBC) - 상인 역
- 《시티홀》 (2009년, SBS) - 산부인과 의사 역
- 《찬란한 유산》 (2009년, SBS) - 하늘교회 관리자 역
- 《장화, 홍련》 (2009년, KBS2) - 변호사 역
- 《신데렐라 맨》 (2009년, MBC) - 상가번영회 사장 역
- 《내조의 여왕》 (2009년, MBC) - 제주도 지사장 역
- 《천추태후》 (2009년, KBS2) - 어의 역
- 《꽃보다 남자》 (2009년, KBS2) - 강 회장에게 샴페인을 따라주는 남자 역
- 《하얀 거짓말》 (2008년, MBC)
- 《그들이 사는 세상》 (2008년, MBC)
- 《스타의 연인》 (2008년, SBS) - 아나운서 역
- 《내 사랑 금지옥엽》 (2008년, KBS2) - 부동산사장 역
- 《그 여자가 무서워》 (2007년, SBS) - 한기사 역
- 《헬로! 애기씨》 (2007년, KBS2)
- 《얼렁뚱땅 흥신소》 (2007년, KBS2) - 종업원 역

## 수상
- 상공회의소장 표창